# Klaus Bahner
Klaus Erich Bahner (* 30. November 1937 in Crimmitschau; † 13. Oktober 2011 in Gera) war ein deutscher Hockeyspieler aus der DDR.

## Karriere
Klaus Bahner spielte für den SC Motor Jena, mit dem er jeweils fünfmal DDR-Meister im Feldhockey und im Hallenhockey war. 1969 war Bahner noch einmal DDR-Hallenmeister mit der BSG Motor Meerane.
Von 1960 bis 1968 wirkte Bahner in 66 Länderspielen der DDR-Nationalmannschaft mit. Beim Hockeyturnier der Olympischen Spiele 1964 in Tokio gab es einen Startplatz für die gesamtdeutsche Mannschaft. Die Mannschaften aus der Bundesrepublik und aus der DDR sollten in zwei Spielen die teilnehmende Mannschaft ermitteln. Nachdem die ersten beiden Spielen für die beiden Teams mit einem Sieg und einer Niederlage geendet hatten, wurden zwei weitere Spiele angesetzt. Mit einem Sieg und einem Unentschieden setzte sich die DDR-Mannschaft durch. Beim Turnier in Tokio belegte die Mannschaft aus der DDR mit zwei Siegen und fünf Unentschieden den dritten Platz in ihrer Gruppe. In den Platzierungsspielen erreichte die Auswahl mit zwei Siegen den fünften Platz. Klaus Bahner trug als Mittelverteidiger dazu bei, dass die DDR-Auswahl bei ihrer ersten Olympiateilnahme ungeschlagen blieb.
Vier Jahre später nahmen beide deutschen Mannschaften an den Olympischen Spielen 1968 in Mexiko-Stadt teil. In der Vorrunde gewann die DDR-Auswahl zwei Spiele, spielte zweimal Unentschieden und verlor drei Partien, darunter die gegen das Team aus der Bundesrepublik. Letztlich belegte die Mannschaft aus der DDR den elften Platz.

## Weblink
- Klaus Bahner in der Datenbank von Olympedia.org (englisch)